# Crescencio Gutiérrez
Crescencio Gutiérrez (Guadalajara, 26 ottobre 1933 – Guadalajara, 21 luglio 2025) è stato un calciatore messicano, di ruolo attaccante.

## Carriera
Con la Nazionale messicana prese parte ai Mondiali 1958.

## Palmarès

### Club

#### Competizioni nazionali
- Campionato messicano: 5

Guadalajara: 1956-1957, 1958-1959, 1959-1960, 1960-1961, 1961-1962

#### Competizioni internazionali
- CONCACAF Champions' Cup: 1

Chivas: 1962